# Вельможний клієнт
«Вельможний клієнт» (англ. The Adventure of the Illustrious Client) — твір із серії «Архів Шерлока Холмса» Артура Конана Дойла. Уперше опубліковано у Strand Magazine у 1924 році.

## Сюжет
До Холмса приходить сер Джеймс Демері, який представляє інтереси свого знайомого, ім'я якого він не може сказати. Цей невідомий просить допомоги у зв'язку з тим, що дочка його друга генерала де Мервіла, Вайолет, закохалася в барона Грюнера з кримінальним минулим.
Детектив звертається за допомогою до свого знайомого, Шинвела Джонсона, який був агентом Холмса в кримінальному світі. Також Вотсон з подивом чує від свого друга, що той навідувався до самого барона, який сказав, що він одружиться з Вайолет за будь-яких обставин, погрожуючи детективу.
Шинвел Джонмон знайшов колишню дружину барона, міс Кітті Вінтер. Вінтер прагне помститися своєму колишньому чоловіку, тому хоче допомогти Холмсу. Вона повідомляє, що Грюнер «полює на жінок». У нього є книга, в якій він зберігає фотографії, описи всіх подробиць його часу проводження з жінками.
Холмс з Вінтер поїхали до міс Мервіл, намагаючись відмовити її від весілля. Дівчина ж вперто стояло на своєму, не зважаючи на те, що розповідала їй міс Кітті.
Наступного дня Вотсон з газет дізнається, що Холмса жорстоко побито. Приїхавши до свого друга, він бачить, що газети дещо перебільшили, щоб створити ілюзію, що Шерлок Холмс тепер не може завадити намірам барона, за вказівками якого й було побито детектива. Він також просить Шинвела через Вотсона заховати міс Вінтер, так як, тепер будуть полювати й за нею. Вотсон з Джонсоном виконали поручення, відвізши жінку до примістя.
Через кілька днів у повідомленні газеті в списку пасажирів пароплаву, який прямував з Ліверпуля до США, значилося ім'я барона Адальберта Грюнера. Холмс просить Вотсона за добу дізнатися якомога більше інформації про китайську кераміку.
Наступного дня детектив дає Вотсону візитку, де написано «доктор Хіл Бартон». Під не своїм ім'ям Вотсону треба навідатись до барона і піднести йому на продаж блюдце з китайської порцеляни. Барон, запідозривши Вотсона у тому, що він не цікавиться порцеляною, ставить йому запитання. Доктор не відповідає на нього, і барон дуже роздютився, але раптом з його кабінету почулись звуки і він побіг туди.
У відкритому вікні, що вело в сад, стояв Шерлок Холмс, блідий і з забинтованою головою, який одразу ж вистрибнув. Барон кинувся за ним, де його чекала його колишня дружина, яка линула йому в обличчя купорос. Його обличчя стало потворним.
Вотсон повернувся на Бейкер-стріт, де його друг вже чекав на нього. Як виявилося, в кімнаті він був для того, щоб забрати книгу, в якій барон описував свої «пригоди». Прибув містер Джеймс, який був задоволений діями детектива. Він забрав книгу, бо за його словами міс Вайолет скоріше всього не покине нареченого через страшні зміни з ним, а от книга повинна відкрити їй очі.
Через три дні газети повідомляли, що весілля Адальберта Грюнера та Вайолет Мервіл не буде.
Кітті Вінтер було представлені серйозні звинувачення, але на суді виявились пом'якшуючі обставини, що звели покарання до мінімально можливого. Шерлоку Холмсу погрожували розправою розправою за вторгнення, однак «коли мета благородна, а клієнт достатньо знатний, навіть суворий англійський закон стає гнучким та людяним».

## Галерея
Художник — Говард Елкок.

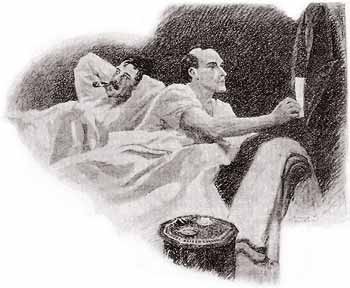
Холмс і Вотсон у турецькій лазні
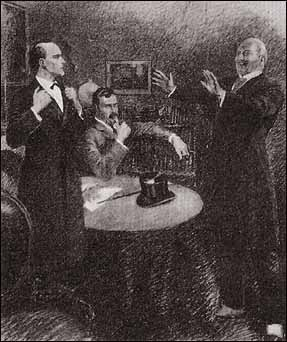
Сер Джеймс Демері розповідає історію Холмсу та Вотсону
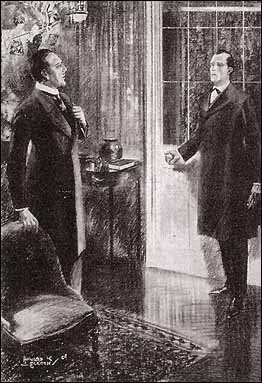
Холмс прийшов до барона Грюнера
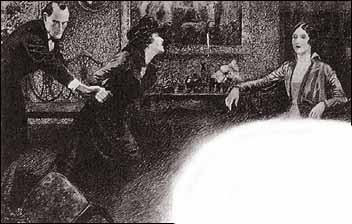
Холмс та міс Кітті Вінтер намагаються відмовити міс Мервіл від весілля
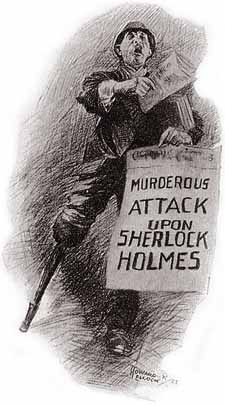
Газетяр сповіщає, що на Шерлока Холмса скоєно напад
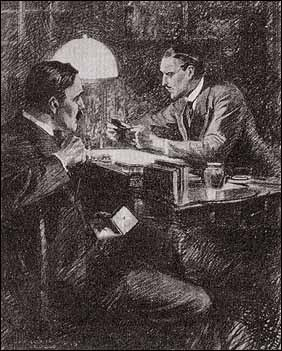
Вотсон приніс барону блюдце з китайської порцеляни
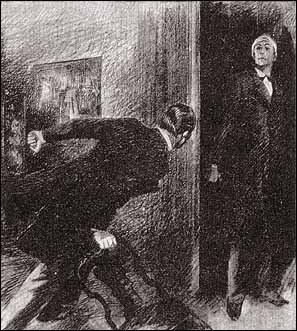
Вотсон бачить у Холмса з забинтованою головою